# Sottoprefettura di Ōshima (Tokyo)
La sottoprefettura di Ōshima (大島支庁?, Ōshima-shichō) è una delle sottoprefetture di Tokyo, in Giappone. Non va confusa né con la Sottoprefettura di Ōshima (Kagoshima), situata nel sud del paese, né con la sottoprefettura di Oshima, situata nel nord.
Comprende i seguenti comuni delle isole Izu:
- Ōshima, il cui territorio coincide con quello dell'isola Izu Ōshima
- Toshima
- Niijima
- Kōzushima

Altri comuni delle stesse isole formano la sottoprefettura di Hachijō.